# Camden (Tennessee)
Pour les articles homonymes, voir Camden.
La ville américaine de Camden est le siège du comté de Benton, dans l’État du Tennessee. Lors du recensement de 2010, sa population s’élevait à 3 582 habitants.

## Source
- (en) Cet article est partiellement ou en totalité issu de l’article de Wikipédia en anglais intitulé « Camden, Tennessee » (voir la liste des auteurs).